# Santa Comba Dão
Santa Comba Dão est une municipalité (en portugais : concelho ou município) du Portugal, située dans le district de Viseu et la région Centre.

## Géographie
Santa Comba Dão est limitrophe :
- au nord, de Tondela,
- à l'est, de Carregal do Sal,
- au sud-est, de Tábua,
- au sud, de Penacova,
- à l'ouest, de Mortágua.

## Démographie
| 1801 | 1849  | 1900   | 1930   | 1960   | 1981   | 1991   | 2001   | 2004   |
| ---- | ----- | ------ | ------ | ------ | ------ | ------ | ------ | ------ |
| 893  | 6 089 | 12 237 | 14 088 | 13 723 | 14 099 | 12 209 | 12 473 | 12 393 |

| 2011   | - | - | - | - | - | - | - | - |
| ------ | - | - | - | - | - | - | - | - |
| 11 597 | - | - | - | - | - | - | - | - |

## Subdivisions
La municipalité de Santa Comba Dão groupe 9 paroisses (freguesia, en portugais) :

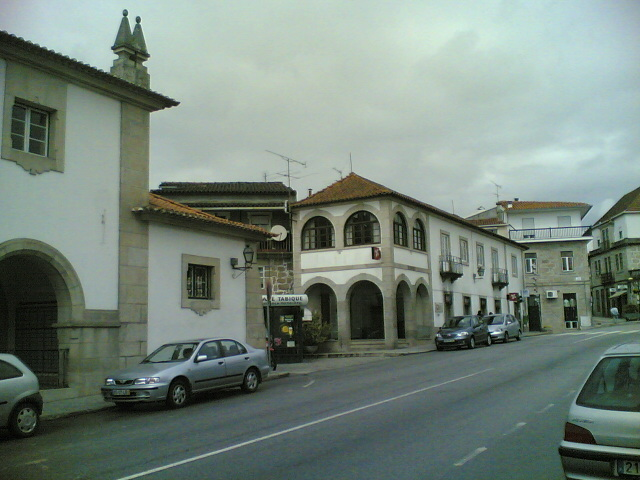
Santa Comba Dão

- Couto do Mosteiro
- Nagozela
- Ovoa
- Pinheiro de Ázere
- Santa Comba Dão
- São Joaninho
- São João de Areias
- Treixedo
- Vimieiro